# Radomiłowice
Radomiłowice – wieś w Polsce położona w województwie dolnośląskim, w powiecie lwóweckim, w gminie Lwówek Śląski, na Pogórzu Kaczawskim w Sudetach.

## Podział administracyjny
W latach 1975–1998 miejscowość administracyjnie należała do województwa jeleniogórskiego.

## Demografia
Liczba ludności w latach 1786–2011.